# Slogan polityczny
Slogan polityczny – krótkie wyrażenie (czasem jedno słowo), mające na celu wypromowanie partii politycznej (lub osoby, czy jej poglądów). Slogan taki ma najczęściej charakter propagandowy. Często spotykane są również slogany negatywne - mające na celu zdyskredytowanie innych partii (przeciwników politycznych).